# Klusbach (Birs)
Der Klusbach, auch Chlusbach genannt, ist ein Bach im Baselland. Er ist etwa drei Kilometer lang und mündet bei Aesch in die Birs.

## Name
Klus, vom lateinischen clusa = umschlossener Raum, ist eine Bezeichnung für ein Quertal eines Flusses oder Baches mit steilen, felsigen Seitenwänden.

## Geographie

### Verlauf
Der Klusbach entspringt auf einer Höhe von etwa 444 m ü. M. in einer Wiese nördlich von der Oberen Chlus in der Gemeinde Pfeffingen BL. Er fliesst zunächst in nordnordwestlicher Richtung an der Ruine Schalberg und der steinzeitlich bewohnten Schalberghöhle vorbei, knickt dann scharf nach rechts ab und läuft nunmehr, zuerst parallel zur Klusstrasse und dann zum Bachmattweg, ostwärts fliessend am Südfusse des grössten Rebberggelände des Kantons Chlus (Unterer Chus-, Oberer Chus- und Vorderer Chusberg) durch die Untere Chlus. In der Vorderen Chlus, bei der Flur Etzmatt, wird er auf seiner rechten Seite vom aus dem Ort Pfeffingen kommenden Leimattbach gespeist. Er erreicht bei der Flur Grossmatt den Westrand von Aesch und mündet schließlich auf einer Höhe von etwa 299 m ü. M. unterirdisch verrohrt nördlich der Brücke Bahnhofsstrasse von links in die Birs.

### Einzugsgebiet
Das Einzugsgebiet des Klusbaches wird im Südosten durch den Schlossgrabenbach, im Südwesten vom Langimattbach, im Nordwesten vom Steinwegbächli und im Norden vom Erlengrabenbach begrenzt.

### Zuflüsse
- Leimattbach (rechts)

## Natur und Umwelt
Die Böden des Klustales werden durch wasserundurchlässige Schwemmlehme, sowie Tone aus der Jura-Epoche, so vor allem Oxfordtone, geprägt. In den dadurch entstehenden sickerfeuchten Wiesen gedeiht u. a. der Gold-Hahnenfuß prächtig. Diese Feuchtgebiete sind auch ein ideales Refugium für zahlreiche Tierarten. So kommen in den Auen der Flur Erzmatt der Grasfrosch, der Faden- und der Bergmolch und in der Zone um den Schalberg der Feuersalamander vor. Im gesamten Tal leben Zweigestreifte Quelljungfer und Blauflügel-Prachtlibelle. Aus der Vogelwelt wurden 2007 Sperber, Saatkrähe, Distelfink, Grünspecht, Feldsperling, Rot- und Singdrossel, sowie 2012 die Bekassine beobachtet. In den Jahren 2003–2004 wurde der Bach, welcher 1930 kanalisiert worden war, renaturiert und 2006 der Dohlenkrebs wieder eingesetzt. Im Klusbach werden vom Fischerei-Verein Aesch-Angenstein (FVA) jeweils im Mai Forellen-Brütlinge ausgesetzt. Die Weinberge im Weinwanderweg
Klus sind ein beliebtes Ausflugsziel. Oberhalb des Klushofes bildet der Bach einen kleinen Wasserfall.